# Copa de Europa de baloncesto 1969-70
La decimotercera edición de la Copa de Europa de Baloncesto fue ganada por el Ignis Varese, que lograba su tercer título, derrotando en la final al campeón del año anterior, el equipo ruso del CSKA Moscú, en una final disputada en Sarajevo.

## Primera ronda
| Equipo 1              | Agr.    | Equipo 2             | Ida    | Vuelta  |
| --------------------- | ------- | -------------------- | ------ | ------- |
| Partizani Tirana      | 141–165 | Dinamo București     | 65–70  | 76–95   |
| Boroughmir            | 204–267 | Racing Bell Mechelen | 84–123 | 120–144 |
| Union Radès Transport | 0–4*    | ASVEL                | 0–2    | 0–2     |
| Sporting              | 108–226 | Real Madrid          | 52–98  | 56–128  |
| Osnabrück             | 133–180 | Honvéd               | 74–88  | 59–92   |
| Sparta Bertrange      | 176–241 | Estrella Roja        | 92–112 | 84–129  |
| Engelmann Wien        | 149–144 | Galatasaray          | 100–74 | 49–70   |
| Punch Delft           | 158–159 | Legia Varsovia       | 74–80  | 84–79   |
| Helsingborg           | 138–142 | Tapion Honka         | 73–67  | 65–75   |

*Union Radès Transport renunció antes del partido de ida, y al ASVEL le dieron sendos partidos por ganados (2-0).

## Segunda ronda
| Equipo 1         | Agr.    | Equipo 2             | Ida    | Vuelta |
| ---------------- | ------- | -------------------- | ------ | ------ |
| Dinamo București | 146–182 | Racing Bell Mechelen | 73–95  | 73–87  |
| Hapoel Tel Aviv  | 131–155 | ASVEL                | 70–69  | 61–86  |
| Real Madrid      | 163–161 | Honvéd               | 95–76  | 68–85  |
| Tapion Honka     | 114–187 | Ignis Varese         | 59–88  | 55–99  |
| Crvena zvezda    | 166–149 | Panathinaikos        | 91–66  | 75–83  |
| Slavia VŠ Praha  | 199–147 | Engelmann Wien       | 106–68 | 93–79  |
| Legia Varsovia   | 157–159 | Academic             | 91–80  | 66–79  |

Clasificado directamente para la fase de grupos
- CSKA Moscú (defensor del título)

## Fase de grupos de cuartos de final
Los cuartos de final se jugaron con un sistema de todos contra todos, en el que cada serie de dos partidos ida y vuelta se consideraba como un solo partido para la clasificación.
|  | Los dos primeros acceden a semifinales |

|    | Equipo               | Par. | Pts. | G | P | PF  | PC  | PD  |
| -- | -------------------- | ---- | ---- | - | - | --- | --- | --- |
| 1. | Real Madrid          | 3    | 5    | 2 | 1 | 516 | 501 | +15 |
| 2. | Slavia VŠ Praha      | 3    | 5    | 2 | 1 | 457 | 457 | 0   |
| 3. | Racing Bell Mechelen | 3    | 4    | 1 | 2 | 446 | 440 | +6  |
| 4. | Academic             | 3    | 4    | 1 | 2 | 452 | 473 | -21 |

|    | Equipo        | Par. | Pts. | G | P | PF  | PC  | PD  |
| -- | ------------- | ---- | ---- | - | - | --- | --- | --- |
| 1. | CSKA Moscú    | 3    | 6    | 3 | 0 | 540 | 472 | +68 |
| 2. | Ignis Varese  | 3    | 5    | 2 | 1 | 485 | 420 | +65 |
| 3. | ASVEL         | 3    | 4    | 1 | 2 | 448 | 529 | -81 |
| 4. | Crvena zvezda | 3    | 3    | 0 | 3 | 462 | 514 | -52 |

## Semifinales
| Equipo 1        | Agr.    | Equipo 2     | Ida    | Vuelta |
| --------------- | ------- | ------------ | ------ | ------ |
| Real Madrid     | 159–198 | Ignis Varese | 86–90  | 73–108 |
| Slavia VŠ Praha | 154–220 | CSKA Moscú   | 79–107 | 75–113 |

## Final
| 9 de abril de 1970 | CSKA Moscú                    | 74–79                   | Ignis Varese                  | |  |
| 18:30              | Parciales: 34-44, 40–35       | Parciales: 34-44, 40–35 | Parciales: 34-44, 40–35       | |  |
|                    | Estadísticas Serguéi Belov 21 | Reporte Pts             | Estadísticas 20 Dino Meneghin | Pabellón: Sportska Dvorana Skenderija, Sarajevo Asistencia: 6.500 espectadores Árbitros: Eduardo Aznar (ESP), Istbán Szabó (HUN) |  |

| Campeón de la Copa de Europa 1969–70 |
| ------------------------------------ |
| Ignis Varese 1.er título             |